# Életot
Életot – miejscowość i gmina we Francji, w regionie Normandia, w departamencie Sekwana Nadmorska.
Według danych na rok 1990 gminę zamieszkiwały 552 osoby, a gęstość zaludnienia wynosiła 81 osób/km² (wśród 1421 gmin Górnej Normandii Életot plasuje się na 419. miejscu pod względem liczby ludności, natomiast pod względem powierzchni na miejscu 546.).